# Vassal
Vassal es una freguesia portuguesa del concelho de Valpaços, con 14,58 km² de superficie y 504 habitantes (2001). Su densidad de población es de 34,6 hab/km².